# Mehmet Âkif Pirim
Mehmet Âkif Pirim (né le 17 septembre 1968 à Rize) est un lutteur turc spécialiste de la lutte gréco-romaine. Il participe aux Jeux olympiques d'été de 1992 et aux Jeux olympiques d'été de 1996 en combattant dans la catégorie des poids plumes. En 1992, il obtient le titre olympique et en 1996, il décroche la médaille de bronze.

## Palmarès

### Jeux olympiques
- Jeux olympiques d'été de 1992 à Barcelone,  Espagne
  -  Médaille d'or

- Jeux olympiques de 1996 à Atlanta,  États-Unis
  -  Médaille de bronze

### Championnats du monde
- 1991  Médaille d'argent